# Kanyentaro
Kanyentaro är ett vattendrag i Burundi.   Det ligger i provinsen Gitega, i den centrala delen av landet, 70 kilometer öster om huvudstaden Bujumbura.
Omgivningarna runt Kanyentaro är en mosaik av jordbruksmark och naturlig växtlighet. Runt Kanyentaro är det tätbefolkat, med 397 invånare per kvadratkilometer.